# Carl Edward Strömberg
Carl Edward Strömberg, född 31 december 1871 i Tengelsås, Holmby socken, Skåne, död okänt år, var en svensk dekorationsmålare.
Han var son till mjölnaren Carl Johan Strömberg och gift med Hilma Elida Åkesson. Strömberg studerade målning för Nils Borggrén vid Malmö tekniska skola och privat för dekorationsmålaren Svante Theodor Tulin samt genom självstudier under resor till bland annat Tyskland och Frankrike. Han utvandrade till Amerika 1893 och bosatte sig 1897 i Rockford, Illinois där han etablerade en målarverkstad. I Amerika utförde han talrika dekorationsmålningar i kyrkor, teatrar och andra offentliga byggnader. 